# Paula Pérez Alonso
Paula Pérez Alonso (n. en Buenos Aires en diciembre de 1958) es una escritora de Argentina.

## Trayectoria
Estudió periodismo y letras, tanto en Buenos Aires como en Londres. Durante mucho tiempo escribió en forma privada, con una colaboración en 1983 en la antología de cuentos Hecho en taller, hasta que en 1995 publicó su primera novela No sé si casarme o comprarme un perro, que fue un éxito editorial tanto en Argentina como en América Latina y España. En Argentina lleva ya cinco ediciones.
También trabajó como productora de programas de radio y televisión, y se desempeña como editora de ficción y no ficción en editorial Planeta.

## Obras
- No sé si casarme o comprarme un perro (novela, 1995)
- El agua en el agua (novela, 2001)
- El mundo de la edición de libros (ensayo en colaboración, 2002)
- Frágil (novela 2008)
- El gran plan (novela 2016)
- Kaidú (novela 2021)